# Religió babilònica

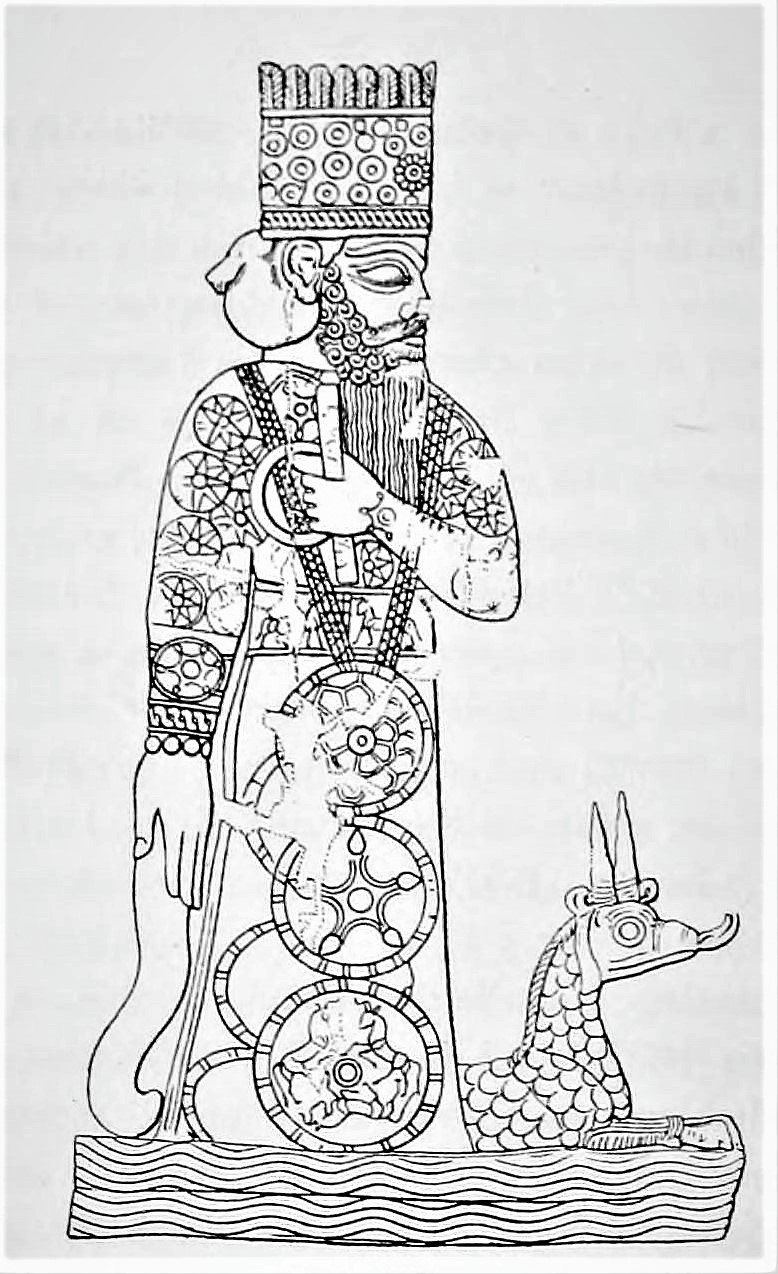
Marduk, déu suprem nacional dels babilonis, amb el seu drac Mušḫuššu.

La religió babilònica és la pràctica religiosa dels caldeus, des del període babilònic antic de l'Edat del bronze mitjà fins al sorgiment de l'període neoassiri a l'Edat del ferro primerenca. Un breu renaixement de la tradició religiosa caldea es va produir en el marc dels segles VII al VI aC. (dinastia Dakkuri i Caldea). Té un gran deute amb l'anterior religió sumèria.
L'imperi donava a aquesta religió un caràcter oficial i nacional, encara que també existia una altra religió més popular. Comprèn un ampli panteó politeista, la majoria assimilats d'altres religions.

## Mitologia i cosmologia
La mitologia babilònica és un conjunt d'històries que descriuen les activitats de les deïtats, herois i criatures mitològiques babilòniques. Aquestes històries van servir a diferents propòsits socials, polítics i cerimonials, i de vegades, van tractar d'explicar els fenòmens naturals. La religió caldea es va centrar principalment sobre la civilització.
Els mites babilònics van estar fortament influïts per la seva homòloga mitologia sumèria, i va ser escrita en tauletes d'argila gravades amb escriptura cuneïforme derivada del cuneïforme sumeri. Els mites van ser, per general, escrits en sumeri o accadi. Alguns textos babilònics van ser també traduccions a l'accadi des de la llengua sumèria o d'altres textos anteriors, encara que els noms d'algunes deïtats van ser canviats en els textos babilònics.
Moltes deïtats, mites i escrits religiosos babilòniques són singulars a aquesta cultura, per exemple, el déu babilònic, Marduk, patró de la ciutat, va reemplaçar Enlil com a déu suprem del panteó mitològic. L'Enuma Elish, una epopeia sobre el mite de la creació va ser una obra original babilònica.

## Festes religioses
Els fragments, de tauletes d'argila, recuperats a partir del període neobabilònic descriuen alguns dies de festa per celebrar el cap d'any. La festa nomenada «Akitu» s'iniciava el primer dia del primer mes de Babilònia, Nissan, que es correspon aproximadament amb abril/maig del calendari gregorià. Aquesta festa celebrava la re-creació de la Terra, basant-se en la història de la creació del déu Marduk com es descrivia a l'Enuma Elish. La festa Akitu es va continuar celebrant al llarg de l'imperi Selèucida.

## Endevinació i màgia
La religió babilònica se centrava de forma oficial en la endevinació i la màgia. Pensaven que cada Cap d'Any, Marduk promulgaria el destí de tots els éssers per a l'any entrant. Per això, entre d'altres, se celebraven amb gran importància i participació les festes de Cap d'any Akitu. Per al cas que els destins fossin nefasts, els babilonis haurien de conèixer-los per tractar de conjurar-los, i aquí entraven els endevins, sacerdots oficials de l'estat que haurien de conèixer els presagis divins a través de diferents senyals, com les procedents del cel, els somnis o l'examen de vísceres d'animals sacrificats. Per evitar les accions nefastes es protegien mitjançant amulets, exorcisme o màgia.

## Importància dels ídols
A la religió babilònica, el seguiment dels rituals i la adoració de les estàtues de les deïtats era considerat sagrat, perque els déus vivien simultàniament en les seves estàtues dels temples i en les forces naturals que encarnaven. Una elaborada cerimònia del rentatge de la boca de les estàtues va aparèixer durant el període babilònic antic.
El saqueig o destrucció dels ídols era considerat com una retirada del patrocini diví. Durant el període neobabilònic, el príncep caldeu Marduk-Apal-Iddina II va fugir a les maresmes del sud de Mesopotàmia amb les estàtues dels déus de Babilònia per salvar-les dels exèrcits de Senaquerib d'Assíria.